# Al-Biruni (Mondkrater)
Al-Biruni ist ein Einschlagkrater auf der Rückseite des Erdmondes mit einem mittleren Durchmesser von circa 80 Kilometern.

## Beschreibung
Aufgrund der Libration des Mondes ist er von der Erde aus gelegentlich sichtbar – allerdings nur seitlich. Al-Biruni liegt im Süden des Kraters Joliot und nordöstlich von Goddard. Die Kante von Al-Biruni formt einen nicht ebenmäßigen Kreis, mit einer Beule an der nordöstlichen Kante und einer kraterinneren Wand im Westen. Der innere Boden ist relativ flach, mit einigen kleinen Kratern. Der größte unter ihnen ist Al-Biruni C, der in der Nähe der nordöstlichen Wand liegt.
Dieser ist der einzige Nebenkrater von Al-Buruni.
| Buchstabe | Position           | Durchmesser | Link |
| --------- | ------------------ | ----------- | ---- |
| C         | 18,42° N, 93,06° O | 10 km       |      |

## Namensgeber
Benannt ist der Mondkrater nach dem persischen Gelehrten al-Bīrūnī (973–1048). Die Benennung durch die Internationale Astronomische Union (IAU) erfolgte 1970.